# Honda S-Wing

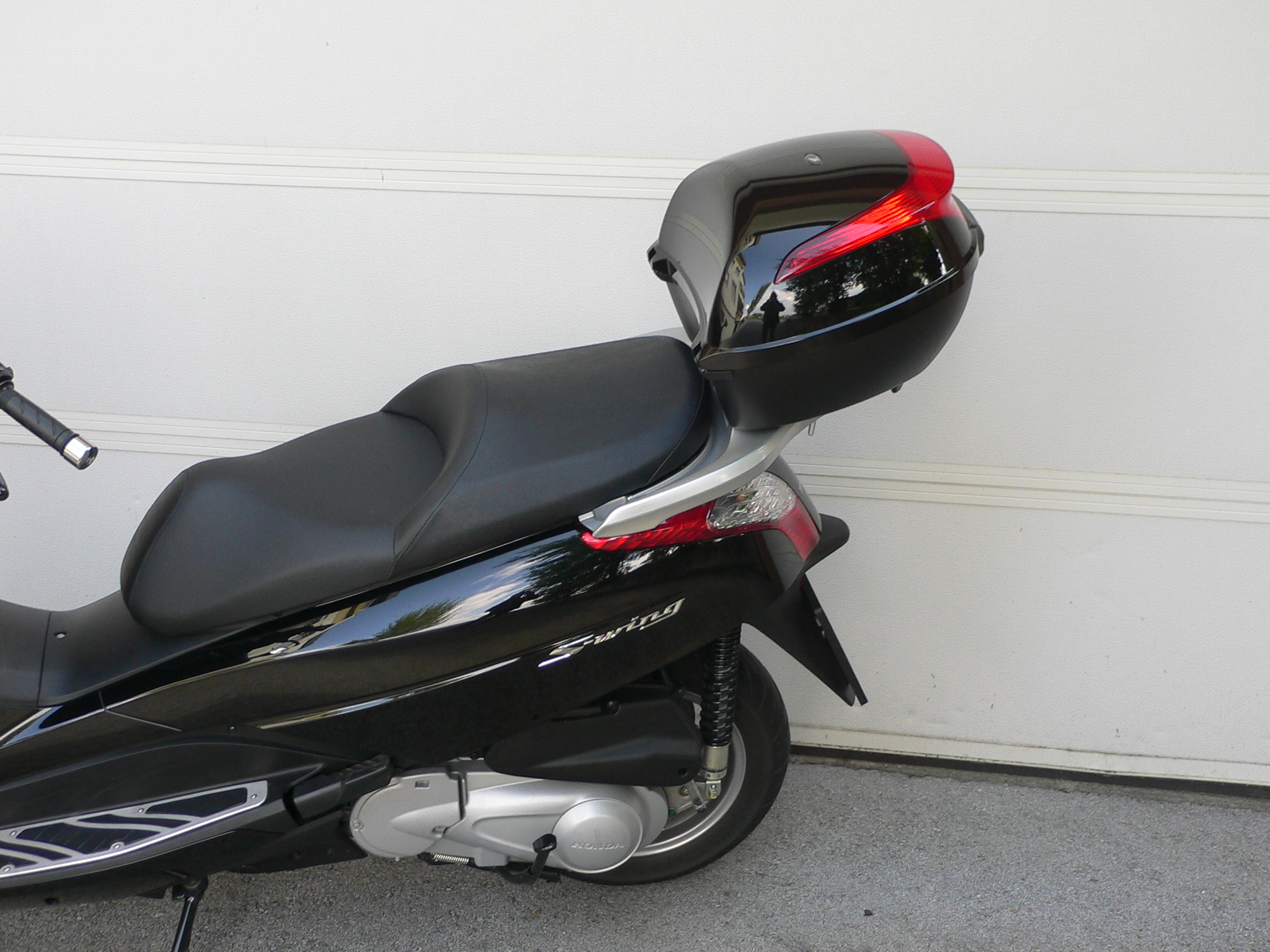
Foto del trasero del Honda S-Wing

Honda S-Wing es una moto scooter ciudadana de 125/150 centímetros cúbicos lanzada al mercado en 2007 para sustituir al modelo Pantheon. Su nombre oficial es FES125.

## Características
Se comercializa en motorizaciones de 125 y 150 centímetros cúbicos así como equipada con o sin ABS dependiendo del mercado. El motor en todos los casos es un monocilíndrico de 4 tiempos, SOHC (Simple Árbol de Levas en Culata) y refrigeración líquida.

## Motor
- Ciclo: 4 tiempos
- Potencia: 9,9 kW a 9.000 rpm
- Cilindrada: 125 cc y 150 cc
- Alimentación: PGM-FI / EURO-3
- Autonomía: 32,5 km/L

## Ciclo
- Frenos: CBS y ABS.
- Dimensiones: 2095 × 745 × 1440.
- Distancia entre ejes: 1.490
- Peso: 151 / 154 kg
- Altura Del asiento: 775 mm
- Neumáticos delanteros: 110-90-13
- Neumáticos traseros: 130-70-12
- Capacidad : 11,5 L
- Capacidad debajo del asiento: un casco integral + 1 jet
- Guantera adelante: si